# Hugo V van Este
Hugo V van Este (1062 - 1097) was een zoon van Gersendis van Maine, dochter van graaf Herbert I van Maine, en haar tweede echtgenoot, Albert Azzo II van Este.
Toen graaf Herbert II van Maine in 1062 overleed, had die Willem de Veroveraar aangeduid als opvolger. Toen die bezit nam van Maine, verzette de plaatselijke adel zich en koos Wouter, gehuwd met een tante van Herbert II van Maine, tot graaf. Het jaar daarop heroverde Willem de Veroveraar Maine. Hij zette Wouter en zijn echtgenote Biota gevangen en plaatste zijn zoon Robert Curthose aan het hoofd van het graafschap. In 1069 kwam Le Mans in opstand en onder leiding van Albert Azzo en met de hulp van Fulco IV van Anjou werden de Normandiërs van Robert Curthose verslagen. Albert Azzo keerde met zijn zoons terug naar Italië en Gersendis bleef achter om Maine te besturen, samen met haar vazal Godfried van Mayenne die openlijk haar minnaar was. 
Als familielid via zijn moeder werd Hugo van Este gevraagd graaf van Maine te worden maar veel interesse betoonde hij niet. Willem de Veroveraar kwam nogmaals terug in 1073 en Hugo sloeg op de vlucht. Na de dood van Willem in 1087 kwam Hugo weer in het bezit van Maine. Daartoe gedwongen door de adel, deed hij afstand van het graafschap om het door te geven aan zijn neef Eli van Beaugency.
Hugo was in 1071 gehuwd met Heria, dochter van Robert Guiscard, maar stierf zonder kinderen.